# Zlatko Krasnič
Zlatko Krasnič, slovenski filmski igralec in agronom, * 1959.
Zlatko Krasnič je igral Kekca v filmu Kekčeve ukane.